# Saurauia yasicae
Saurauia yasicae là một loài thực vật có hoa trong họ Dương đào. Loài này được Loes. miêu tả khoa học đầu tiên năm 1896.